# Nightingale
Nightingale är ett progressivt rockband från Örebro, Sverige. 
Bandet startades 1994 som ett soloprojekt av Dan Swanö, som på första skivan, The Breathing Shadow, såväl skrev all musik och text, liksom spelade alla instrument. På nästa album, The Closing Chronicles, medverkade även hans bror Dag Swanö, under artistnamnet Tom Nouga. Bandet utökades 2000 med basgitarristen Erik Oskarsson och trummisen Tom Björn.

## Medlemmar
Ordinarie medlemmar
- Dan Swanö – trummor (1994–2000), sång, gitarr, keyboard (1994– )
- Tom Nouga (Dag Swanö) – gitarr, keyboard (1994– )
- Erik Oskarsson – basgitarr (2000– )
- Tom Björn – trummor (2000– )

Turnerande medlemmar
- Erik Oskarsson – basgitarr (1998)
- Ari Halinoja – trummor (1998)

## Diskografi
Studioalbum
- 1995 – The Breathing Shadow
- 1996 – The Closing Chronicles
- 2000 – I
- 2002 – Alive Again
- 2004 – Invisible
- 2005 – Nightfall Overture
- 2007 – White Darkness
- 2014 – Retribution

Livealbum
- 2017 – Rock Hard Live

Samlingsalbum
- 2009 – Box of Rock